# Oeoniella
Oeoniella – rodzaj roślin z rodziny storczykowatych (Orchidaceae). Rośliny występują na Madagaskarze, Mauritiusie, Komorach, Reunion, Seszelach oraz Rodrigues.

## Systematyka
Rodzaj sklasyfikowany do podplemienia Angraecinae w plemieniu Vandeae, podrodzina epidendronowe (Epidendroideae), rodzina storczykowate (Orchidaceae), rząd szparagowce (Asparagales) w obrębie roślin jednoliściennych.
Wykaz gatunków
- Oeoniella aphrodite (Balf.f. & S.Moore) Schltr.
- Oeoniella polystachys (Thouars) Schltr.